# Sveva Gerevini
Sveva Gerevini (Cremona, 31 maggio 1996) è un'atleta italiana, detentrice del record nazionale nel pentathlon e nell'eptathlon. Nel 2024, dopo ben 24 anni, ha rappresentato l’Italia alle Olimpiadi di Parigi.
Il 1 marzo 2024 ha stabilito il nuovo primato italiano nel pentathlon con 4559 punti, classificandosi quarta ai campionati mondiali indoor di Glasgow, miglior prestazione di sempre per l'Italia nelle prove multiple a livello globale. Il 10 giugno 2024 ha infranto il record italiano nell'eptathlon agli Europei di Roma, totalizzando 6379 punti e piazzandosi sesta. È la prima atleta italiana nella storia a vincere 4 titoli nazionali assoluti consecutivi di eptathlon (2017-2020). 

## Biografia
Ha iniziato a praticare atletica leggera per caso: nel 2002 all'età di 6 anni (categoria esordienti) un bidello della scuola elementare vedendola correre nei corridoi di scuola ha chiamato Nunzio Monfredini (responsabile della sezione di Casalbuttano), allenatore della Cremona Sportiva Atletica Arvedi, che quindi poi contatta la nonna dell'atleta dicendole di consigliare alla nipote di provare con l'atletica.
In precedenza, iniziando dalla prima elementare, ha praticato pallacanestro, nuoto, danza e pattinaggio a rotelle. È stata allenata anche dallo scomparso Paolo Cibolini.
Atleta di livello medio in ambito giovanile nazionale (numerose volte finalista ai vari campionati italiani di categoria) fino alla seconda/ultima annata nella categoria juniores. Nel luglio del 2015 (primo anno di pratica delle prove multiple) fa il suo esordio in un campionato nazionale nelle prove multiple, gareggiando nell'eptathlon agli assoluti di Torino e terminando al nono posto in classifica. Nel corso del 2016 inizia a vincere le prime medaglie ai vari campionati nazionali.
Il 23 gennaio del 2016 a Padova conclude quarta tra le promesse (settima assoluta) nel pentathlon indoor ai campionati italiani di prove multiple col personale di 3 341 punti con cui chiude settima nelle liste nazionali al coperto. Il 20 febbraio a Lucca diventa vicecampionessa italiana nel lancio del giavellotto agli invernali di lanci (lontana dalla vincitrice Paola Padovan 50,81 m contro 43,41 m).
Il 17 giugno a Modena vince la medaglia di bronzo (distante dall'argento e staccando la quarta) nel lancio del giavellotto ai campionati nazionali universitari. Il 24 dello stesso mese affronta a Rieti i campionati italiani assoluti di prove multiple, terminando la prima giornata dopo 4 prove all'undicesimo posto con 2 620 punti; il giorno seguente non disputa le restanti 3 prove (salto in lungo, lancio del giavellotto e 800 m piani), non concludendo quindi l'eptathlon.
Il 28 gennaio del 2017 ai campionati italiani di prove multiple indoor a Padova stabilisce il nuovo record personale nel pentathlon con 3 550 punti con cui vince la medaglia di bronzo tra le promesse (quinta assoluta) e conclude sesta nelle liste italiane al coperto.
Il 28 maggio al campo sportivo di Lana fa doppietta di titoli nazionali nell'eptathlon (assoluto e promesse): alla fine della prima giornata di prove, termina seconda con 3 174 punti dietro Federica Palumbo leader con 3 205 p.; dopo il lungo Palumbo aumenta il vantaggio, ma nel giavellotto Gerevini effettua il sorpasso decisivo, mantenendo sino alla fine la leadership pur perdendo la prova conclusiva sugli 800 m piani. Con 5 420 punti batte la bicampionessa assoluta uscente Federica Palumbo, seconda con 5 385 punti; in virtù del risultato ottenuto, Sveva Gerevini viene inserita fra le multipliste italiane convocate (esordio per lei in maglia azzurra direttamente con la rappresentativa seniores) per la First League della Coppa Europa di prove multiple a Mónzon in Spagna.
Il 17 giugno a Catania si laurea vicecampionessa nazionale universitaria nei 200 m piani (lontana dalla vincitrice Federica Giannotti, 24"38 contro 24"75). Il 2 luglio nella Coppa Europa di specialità a Monzón, all'interno del nuovo padiglione sportivo denominato "Los Olímpicos", termina la due giorni dell'eptathlon in ventesima posizione con 5 227 punti.
Il 17 dello stesso mese partecipa in Polonia anche agli Europei under 23 di Bydgoszcz nello stadio Zdzisław Krzyszkowiak concludendo diciassettesima nell'eptathlon (la migliore delle italiane davanti alla 23ª Lucia Quaglieri e la 28ª Federica Palumbo) e stabilendo anche il nuovo primato personale con 5 437 punti, con cui ha terminato prima nelle liste nazionali stagionali.
Nel mese di ottobre sempre del 2017 ha subito un intervento chirurgico alla caviglia; a febbraio del 2018 uno strappo muscolare al bicipite femorale l'ha costretta a fermarsi nuovamente.
Nel mese d'aprile ha ripreso gli allenamenti e le gare agonistiche; a maggio ha subito lo strappo muscolare al quadricite che l'ha costretta a restare ferma sino alla metà di luglio, quando ha ripreso ad allenarsi. Nel frattempo ad inizio luglio ha ricevuto la convocazione da parte della direzione tecnica della FIDAL per l'incontro internazionale giovanile under 20 ed under 23 di prove multiple ad Aubagne in Francia con oltre la rappresentativa italiana e quella transalpina, anche della Bielorussia, Germania, Repubblica Ceca, Spagna, Svizzera ed Ucraina; però ha dovuto rinunciare perché pur essendo guarita non era però in condizione di affrontare un eptathlon.
Il 9 settembre del 2018 agli assoluti di Pescara nello stadio Adriatico-Giovanni Cornacchia vince il suo secondo titolo assoluto di fila nell'eptathlon: chiude in testa la prima giornata di prove con 3 277 punti davanti ai 3 206 p. di Enrica Cipolloni ed ai 3 000 p. di Federica Palumbo; in apertura di seconda giornata dopo il lungo viene superata dalla Cipolloni che resta davanti anche dopo il giavellotto, ma sono gli 800 metri finali che rivoluzionano la classifica: Gerevini vince l'ultima prova e così controsorpassa Cipolloni che viene superata anche da Palumbo. Sveva Gerevini stabilisce il primato stagionale nell'eptathlon con 5 322 punti, riconfermando il titolo vinto l'anno prima a Lana (precedendo di nuovo la bicampionessa 2015-2016 Federica Palumbo, argento con 5 229 punti); ha chiuso così la stagione al secondo posto delle liste italiane.
Nel 2019 si impone anche nel pentathlon indoor assoluto femminile, diventando campionessa italiana con una prestazione di 3 904 punti, migliore italiana degli ultimi 5 anni. A pochi mesi di distanza, con 5 907 punti, conquista il suo terzo titolo consecutivo di eptathlon agli assoluti di atletica a Bressanone. Questo punteggio la proietta nelle prime 10 italiane di sempre.
Laureatasi all'Università degli Studi di Brescia in Tecniche di radiologia medica, il 29 ottobre 2019, viene premiata dal CONI come "Atleta Eccellente-Eccellente Studente".
Ad Ancona a febbraio 2020, stabilisce il record personale nel pentathlon indoor con un punteggio di 4 031 punti, vincendo il secondo titolo italiano consecutivo.
Il 29 agosto 2020, a Padova, vince con 5 741 punti, il suo quarto titolo nazionale assoluto nell'eptathlon. Mai nessun atleta in Italia era riuscita a vincere 4 titoli nazionali consecutivi nella specialità dell'eptathlon. Il 7 novembre 2020 entra ufficialmente a far parte del Centro Sportivo Carabinieri.
Il suo attuale allenatore è Pietro Frittoli.
La stagione 2021, inizia con un brutto infortunio alla caviglia che unito ad un risentimento muscolare obbligano Sveva a rimanere ferma durante la stagione indoor. Riprende le gare a fine aprile al Multistars, dove riesce ad ottenere 5 718 punti (dodicesimo posto). Il 16 maggio 2021 vince il Meeting di Firenze con la seconda prestazione in carriera, 5 804 punti.
Il giorno prima del suo compleanno Sveva sperimenta a Saronno i primi 400 m ostacoli della sua carriera chiudendoli con il tempo di 57"85, terza prestazione italiana dell'anno.
Il 30 gennaio 2022 stabilisce il nuovo record nazionale indoor nel pentathlon con 4 434 punti ad Aubière in Francia, per poi migliorarlo nuovamente il 26 febbraio 2022 ai campionati italiani assoluti indoor ad Ancona, portandolo a 4 451 punti.
Nel 2023 si classifica ottava ai campionati europei indoor di Istanbul, mentre nel 2024 si piazza quarta ai campionati mondiali indoor di Glasgow, registrando il nuovo record italiano nel pentathlon con 4 559 punti. Nel 2024 conclude al sesto posto la prova di Eptathlon agli europei casalinghi di Roma, siglando il nuovo primato italiano con 6379 punti. Nello stesso anno raggiunge la tredicesima posizione alle Olimpiadi di Parigi, migliorando diversi suoi record personali.

## Record personali
Eptathlon
| Prova                  | Prestazione (punti) |
| ---------------------- | ------------------- |
| 100 metri ostacoli     | 13"35 (1 072 p.)    |
| Salto in alto          | 1,80 m (978 p.)     |
| Getto del peso         | 12,37 m (686 p.)    |
| 200 metri piani        | 23"81 (999 p.)      |
| Salto in lungo         | 6,33 m (953 p.)     |
| Lancio del giavellotto | 43,65 m (737 p.)    |
| 800 metri piani        | 2'10"75 (954 p.)    |
| Punteggio totale       | 6 379 p.            |

Pentathlon indoor
| Prova             | Prestazione (punti) |
| ----------------- | ------------------- |
| 60 metri ostacoli | 8"28 (1 066 p.)     |
| Salto in alto     | 1,76 m (928 p.)     |
| Getto del peso    | 12,58 m (700 p.)    |
| Salto in lungo    | 6,26 m (930 p.)     |
| 800 metri piani   | 2'12"07 (935 p.)    |
| Punteggio totale  | 4 559 p.            |

## Progressione

### Eptathlon
| Stagione | Punti | Luogo      | Data       | Rank. Mond. |
| -------- | ----- | ---------- | ---------- | ----------- |
| 2024     | 6 379 | Roma       | 8-6-2024   |             |
| 2022     | 6 028 | Monaco     | 18-8-2022  |             |
| 2021     | 5 804 | Firenze    | 16-5-2021  |             |
| 2020     | 5 741 | Padova     | 29-8-2020  |             |
| 2019     | 5 907 | Bressanone | 27-7-2019  |             |
| 2018     | 5 322 | Pescara    | 9-9-2018   |             |
| 2017     | 5 437 | Bydgoszcz  | 14-7-2017  |             |
| 2016     | 4 406 | Santhià    | 22-10-2016 |             |
| 2015     | 4 605 | Santhià    | 11-7-2015  |             |

### Pentathlon indoor
| Stagione | Punti | Luogo   | Data      | Rank. Mond. |
| -------- | ----- | ------- | --------- | ----------- |
| 2023-24  | 4 559 | Glasgow | 1-3-2024  |             |
| 2022/23  | 4 411 | Ancona  | 18-2-2023 |             |
| 2021/22  | 4 451 | Ancona  | 26-2-2022 |             |
| 2019/20  | 4 031 | Ancona  | 22-2-2020 |             |
| 2018/19  | 3 904 | Padova  | 26-1-2019 |             |
| 2016/17  | 3 550 | Padova  | 28-1-2017 |             |
| 2015/16  | 3 341 | Padova  | 23-1-2016 |             |

## Palmarès
| Anno | Manifestazione  | Sede      | Evento     | Risultato | Prestazione | Note                          |
| ---- | --------------- | --------- | ---------- | --------- | ----------- | ----------------------------- |
| 2017 | Europei U23     | Bydgoszcz | Eptathlon  | 17ª       | 5 437 p.    | [ 10 ]                        |
| 2022 | Mondiali indoor | Belgrado  | Pentathlon | 9ª        | 4 377 p.    |                               |
| 2022 | Europei         | Monaco    | Eptathlon  | 11ª       | 6 028 p.    | Miglior prestazione personale |
| 2023 | Europei indoor  | Istanbul  | Pentathlon | 8ª        | 4 363 p.    |                               |
| 2024 | Mondiali indoor | Glasgow   | Pentathlon | 4ª        | 4 559 p.    | Record nazionale              |
| 2024 | Europei         | Roma      | Eptathlon  | 6ª        | 6 379 p.    | Record nazionale              |
| 2024 | Giochi olimpici | Parigi    | Eptathlon  | 13ª       | 6 220 p.    |                               |
| 2025 | Europei indoor  | Apeldoorn | Pentathlon | 6ª        | 4 487 p.    |                               |

## Campionati nazionali
- 4 volte campionessa nazionale assoluta dell'eptathlon (2017, 2018, 2019, 2020)
- 4 volte campionessa nazionale assoluta indoor del pentathlon (2019, 2020, 2022, 2023)
- 1 volta campionessa nazionale promesse nell'eptathlon (2017)

2010
- 12ª ai campionati italiani cadetti (Cles), lancio del giavellotto - 33,61 m[11]

2011
- 11ª ai campionati italiani cadetti (Jesolo), lancio del giavellotto - 34,09 m[12]

2012
- 18ª ai campionati italiani allievi (Firenze), lancio del giavellotto - 35,31 m[13]

2013
- 13ª ai campionati italiani allievi (Jesolo), lancio del giavellotto - 35,16 m[14]
- 33ª ai campionati italiani allievi (Jesolo), lancio del disco - 26,02 m[15]

2014
- 7ª ai campionati italiani juniores (Torino), lancio del giavellotto - 36,87 m [16]

2015
- 5ª ai campionati italiani juniores (Rieti), lancio del giavellotto - 41,06 m [17]
- 17ª ai campionati italiani juniores (Rieti), lancio del disco - 33,42 m[18]
- 9ª ai campionati italiani assoluti di prove multiple (Torino), eptathlon - 4 214 p.[19]

2016
- 7ª ai campionati italiani di prove multiple (Padova), pentathlon - 3 341 p. (assolute) [20]
- 4ª ai campionati italiani di prove multiple (Padova), pentathlon - 3 341 p. (promesse)[21]
- 8ª ai campionati italiani promesse indoor (Ancona), getto del peso - 11,15 m[22]
- In batteria ai campionati italiani promesse indoor (Ancona), 60 m piani - 8"04 [23]
- 6ª ai campionati italiani invernali di lanci (Lucca), lancio del giavellotto - 43,41 m (assolute)[24]
- Argento ai campionati italiani invernali di lanci (Lucca), lancio del giavellotto - 43,41 m (promesse)[25]
- 4ª ai campionati italiani promesse (Bressanone), lancio del giavellotto - 39,97 m[26]
- 23ª ai campionati italiani promesse (Bressanone), lancio del disco - 31,08 m[27]
- Bronzo ai campionati nazionali universitari (Modena), lancio del giavellotto - 41,54 m[28]
- dnf ai campionati italiani assoluti di prove multiple (Rieti), eptathlon[29][30]

2017
- 5ª ai campionati italiani di prove multiple (Padova), pentathlon - 3 550 p. (assolute) [31]
- Bronzo ai campionati italiani di prove multiple (Padova), pentathlon - 3 550 p. (promesse)[32]
- 5ª ai campionati italiani promesse indoor (Ancona), getto del peso - 11,75 m [33]
- 10ª ai campionati italiani promesse indoor (Ancona), salto in lungo - 5,39 m[34]
- 7ª ai campionati italiani invernali di lanci (Rieti), lancio del giavellotto - 39,81 m (promesse)[35]
- 5ª ai campionati italiani promesse (Firenze), getto del peso - 11,60 m[36]
- 6ª ai campionati italiani promesse (Firenze), 200 m piani - 24"53[37]
- dnf ai campionati nazionali universitari (Catania), 100 m hs[38]
- Argento ai campionati nazionali universitari (Catania), 200 m piani - 24"75[39]
- Oro ai campionati italiani di prove multiple (Lana), eptathlon - 5 420 p. (assolute)[40]
- Oro ai campionati italiani di prove multiple (Lana), eptathlon - 5 420 p. (promesse)[41]

2018
- 7ª ai campionati italiani promesse indoor (Ancona), getto del peso - 11,87 m [42]
- 6ª ai campionati italiani invernali di lanci (Rieti), lancio del disco - 35,44 m (promesse)[43]
- Oro ai campionati italiani assoluti di prove multiple (Pescara), eptathlon - 5 322 p. [44]

2019
- Oro ai campionati italiani assoluti di prove multiple indoor (Padova), pentathlon - 3 904 p.
- Oro ai campionati italiani assoluti di prove multiple (Bressanone), eptathlon - 5 907 p.

2020
- Oro ai campionati italiani assoluti di prove multiple indoor (Ancona), pentathlon - 4 031 p.
- Oro ai campionati italiani assoluti di prove multiple (Padova), eptathlon - 5 741 p.

2022
- Oro ai campionati italiani assoluti di prove multiple indoor (Ancona), pentathlon - 4 451 p. [45]

2023
- Oro ai campionati italiani assoluti di prove multiple indoor (Ancona), pentathlon - 4 411 p.

2024
- Bronzo ai campionati italiani assoluti indoor, salto in lungo - 6,21 m

## Altre competizioni internazionali
2017
- 20ª nella First League della Coppa Europa di prove multiple ( Monzón), eptathlon - 5 227 p.[46]